# Пасси, Жеральд
Жеральд Пасси (фр. Gérald Passi; род. 21 января 1964 года, Альби, Франция) — французский футболист, выступавший на позиции полузащитника.

## Биография
Джеральд Пасси начал карьеру футболиста в «Монпелье» в 1982 году. Он выступал в клубе шесть сезон, а затем перешёл в «Тулузу». В первых раундах плей-офф Кубка УЕФА сезона 1986/87 года он сделал хет-трик в матче против московского «Спартака», распечатав ворота знаменитого Рината Дасаева.
В это же время Джеральд Пасси был приглашен в сборную Францию. Он отметился хорошей игрой в первых матчах, и даже был объявлен возможным преемником Мишеля Платини. Однако затем игра у футболиста разладилась.
С 1990 года футболист выступал за «Монако». Он отметился голом на последней минуте финала Кубка Франции 1991 года, который принес победу «монегаскам».
В январе 1995 года Пасси перебрался в Японию, чтобы играть в J-лиге, но карьера там не сложилась. В конце своей карьеры, вернувшись во Францию, он переехал в Анси и открыл дизайнерскую фирму и экспортную компанию.

## Награды
«Монако»
- Финалист Кубка обладателей кубков: 1991/92
- Вице-чемпион Франции: 1990/91, 1991/92
- Обладатель Кубка Франции: 1990/91